# Guerrilla de Teoponte
La Guerrilla de Teoponte, se refiere al grupo guerrillero de extrema izquierda conocido como Ejército de Liberación Nacional (ELN) liderado por el periodista Chileno Elmo Catalán y el boliviano Osvaldo Peredo. Después de la muerte del guerrillero Ernesto Guevara durante la Guerrilla de Ñancahuazú, Peredo inició una nueva guerrilla el 19 de julio de 1970 con el ingreso de más de setenta combatientes del Ejército de Liberación Nacional (ELN) al municipio de Teoponte, zona del norte del departamento de La Paz y finalizó en octubre de 1970 con la muerte de la mayor parte de sus integrantes.
La Guerrilla de Teoponte es un movimiento armado poco conocido fuera de las fronteras de Bolivia; sus incursiones se redujeron a 100 días de lucha en las serranías de Teoponte. [cita requerida]

## Historia y actividad
El ELN siguió su labor después de la muerte de sus dos principales hombres, esta vez bajo el mando militar de Osvaldo Chato Peredo y bajo su conducción, una decena de integrantes del Comité Ejecutivo de la Confederación Universitaria Boliviana (CUB), un puñado de combatientes bolivianos, chilenos y peruanos, se puso en marcha la segunda ofensiva insurreccional en un lustro. A pesar de un corto tiempo de actividad, durante dos décadas mantuvo actividades políticas de algún tipo, en cierto periodo bajo la forma del Partido Revolucionario de los Trabajadores de Bolivia (PRT-B) y su última acción armada fue conducida por la Comisión Néstor Paz Zamora, que secuestró al industrial y dirigente deportivo Jorge Lonsdale, pero esa es otra parte de la historia.
El 1 de abril el grupo se atribuyó responsabilidad por la ejecución de Roberto "Toto" Quintanilla, cónsul boliviano en Hamburgo,  a manos de  la combatiente Monika Ertl, aunque la autoría de Ertl nunca pudo ser probada. La pistola utilizada en el asesinato pertenecía a la editorial italiana de Giangiacomo Feltrinelli, quien en ese momento estaba en la clandestinidad política. La víctima, el coronel de la policía Toto Quintanilla, había sido señalado por el ELN como uno de los principales responsables de la ejecución del Che Guevara: tras la ejecución de Guevara se habían separado sus manos, no se sabe si para su identificación o como trofeo. Esto se hizo, de acuerdo con el testimonio de Chato Peredo en una entrevista en 1988, por orden de Quintanilla.
Nicolás Rodríguez Bautista primer comandante encargado de funciones políticas y jefe de la ELN un segundo comandante encargado del área militar, un tercer comandante encargado de los temas internacionales, un cuarto comandante como asesor financiero y el quinto como enlace del COCE y todos los "frentes de guerra" El grupo se pronunció durante el golpe de Estado de 1971, donde se proclamó Hugo Banzer Suárez e inició una cacería de brujas contra miembros de asociaciones y partidos comunistas. Después de la represión el grupo se fragmentó y algunos miembros firmaron sus comunicados como "Frente Revolucionario Antiimperialista", siendo activa en comunicados, estando la mayor parte del tiempo en clandestinidad y solidarizándose con otras guerrillas en la zona. Además el grupo llegó a tener acercamiento con militantes chilenos, algunos llegando a participar en enfrentamientos en Teoponte.

## La Organización de la Guerrilla de Teoponte
Los principales dirigentes del grupo eran Osvaldo Peredo y Elmo Catalán. Peredo, después de recibir su formación médica inicial, Peredo dejó la profesión y se unió al movimiento guerrillero Ñancahuazú del Che Guevara, conocido como el Ejército de Liberación Nacional (ELN). Sin embargo, debido a la necesidad de servicios médicos, Peredo se fue para asistir a la Universidad Patrice Lumumba en Moscú, donde recibió capacitación médica avanzada y capacitación ideológica. A su regreso a Bolivia se convirtió en uno de los líderes del movimiento. Después de que mataron al Che Guevara, el hermano de Oswaldo Peredo, Guido Peredo Leigue , más conocido como Inti fue uno de los pocos que logró escapar a Chile.
En 2011 Peredo publicó un libro titulado "Volvimos a las montañas", como una secuela del libro "Volveremos a las Montañas" atribuido a su hermano Inti Peredo, quien fue ejecutado por la Policía Boliviana, poco antes de la guerrilla de Teoponte. Oswaldo "Chato" Peredo narra su experiencia guerrillera en el libro publicado en el 2011, haciendo referencia al comunicado de su hermano Inti tras la caída del Che. Peredo no esconde el hecho incontrovertible de que 67 militantes del ELN volvieron a las montañas para ser derrotados por el ejército y por las duras condiciones climáticas y geográficas. 58 murieron en menos de cien días, hasta que el ejército desbarató el foco en el monte y desarticulo su apoyo urbano. En 2008 Chato Peredo, exconcejal del MAS en Santa Cruz de la Sierra Cuba llegó a garantizar la continuidad de crear una insurrección armada en Bolivia, rescatando a los sobrevivientes y poniéndolos al frente del entrenamiento de nuevos reclutas en los montes de Baracoa (escenario común para la preparación de guerrilleros regionales) se creía, ser el gobierno más débil en América Latina. Es decir, el gobierno cubano compartía con el Che la caracterización de Bolivia y, decidiendo a preparar a otro grupo del ELN para repetir el intento de forjar la primera revolución socialista que triunfara en América del Sur.